# Синат, Эдуард Карлович
Эдуард Карлович Синат (1894 — 1938) — советский деятель органов охраны общественного порядка, начальник МУРа.

## Биография
Родился в латышской семье, получил среднее образование. В 1910 (по другим данным с 1916 до 1917) состоял в партии эсеров, за что в декабре 1917 подвергался аресту, но никакого обвинения не предъявляли, через несколько месяцев освободили и приняли на работу в ЧК, где работал до 1921, был членом московской чрезвычайной комиссии. Затем московский комитет РКП(б) направляет на работу в Волоколамский уезд, где в течение года исполнял должность председателя уездного бюро юстиции. В 1922 становится членом президиума Московского народного суда, в 1923 становится членом Московского губернского суда по уголовным делам. С 30 декабря 1927 решением президиума Моссовета возглавил Московский уголовный розыск. С 1929 состоял помощником главного прокурора на железнодорожном транспорте. Проживал в столице по улице Жуковского, дом 2, квартира 10. Арестован 12 января 1938, обвинялся по 58-й статье УК РСФСР в ряде преступлений: передача секретной информации германской разведке, контрреволюционная работа под руководством Я. К. Берзина, организация террористической группы с целью физического уничтожения В. М. Молотова, Л. М. Кагановича, А. А. Андреева, А. И. Микояна. 26 августа того же года Военным трибуналом войск НКВД Московского округа по обвинению в контрреволюционной деятельности приговорён к ВМН, приговор приведён в исполнение в день вынесения. По другим сведениям этот приговор вынесен на заседании ВКВС СССР под председательством В. В. Ульриха. Реабилитирован посмертно 15 сентября 1956 определением Военной коллегии Верховного суда СССР.